# Марзуре ди Сото-Нуова (Удине)
Марзуре ди Сото-Нуова је насеље у Италији у округу Удине, региону Фурланија-Јулијска крајина.
Према процени из 2011. у насељу је живело 331 становника. Насеље се налази на надморској висини од 136 м.